# British Computer Society
Die British Computer Society (BCS; deutsch britische Computergesellschaft) ist die bedeutendste britische Berufsvereinigung für die IT-Branche. Die Gesellschaft mit Sitz in London hat über 74.000 Mitglieder (Stand: 2013), davon über 11.000 außerhalb des Vereinigten Königreichs. Sie wurde 1957 gegründet, erhielt 1984 eine Royal Charter und verfolgt gemäß dieser den Auftrag, Studium und Anwendung der Informatik und Informationstechnik zu fördern sowie das Wissen und die Ausbildung auf diesem Gebiet „zum Nutzen der Allgemeinheit“ voranzubringen.

## Organisation
Die Leitung der BCS obliegt einem Verwaltungsrat (Board of Trustees), der wiederum von einem Beirat (Council) gewählt und beraten wird. Vorsitzende beider Gremien ist Liz Bacon, Professorin für Informatik an der Universität Greenwich (Stand: 2015).
Die Gesellschaft ist einerseits regional unterteilt und hat andererseits verschiedene Arbeitsgruppen, die die berufliche Entwicklung der jüngeren Mitglieder und die der etablierten Mitglieder voranbringen sollen.

## Arten der Zugehörigkeit
- Freundeskreis (Affiliates)
- Studenten
- Mitglieder (Associates)
- Mitglieder (Professional Members)
- Mitglieder (Chartered Members)
- Partner (Fellows)

## Qualifizierungen
BCS Professional Certification ermöglicht es Computernutzern und Professionals, verschiedene Qualifizierungen zu erhalten bzw. Zertifikate zu erwerben. Für Nutzer werden z. B. der Europäische Computerführerschein ICDL oder die E-Bürger-Qualifikation angeboten. Zertifizierungsprogramme für Professionals (Chartered IT Professional) bestehen in den folgenden Bereichen (Stand 2021):
- Agile
- Artificial Intelligence (AI)
- Business analysis
- DevOps
- GDPR and data protection
- Information security and CCP scheme
- IT Asset Management (ITAM)
- IT Service Management (ITSM)
- Project & programme management, and consultancy
- Software testing
- Solution development and architecture
- User Experience (UX)[4]